# El Pedernoso
El Pedernoso ist eine Gemeinde (Municipio) und ein Dorf mit 1.117 Einwohnern (Stand: 2024) in der Provinz Cuenca in der Autonomen Region Kastilien-La Mancha.

## Lage
El Pedernoso liegt etwa 85 Kilometer südwestlich von Cuenca in einer Höhe von ca. 770 m. Durch die Gemeinde führt die Autopista AP-36.

## Bevölkerungsentwicklung
| 1900 | 1950 | 1970 | 1981 | 1991 | 2001 | 2011 | 2021 |
| ---- | ---- | ---- | ---- | ---- | ---- | ---- | ---- |
| 1399 | 1991 | 1650 | 1479 | 1412 | 1289 | 1272 | 1133 |

## Sehenswürdigkeiten

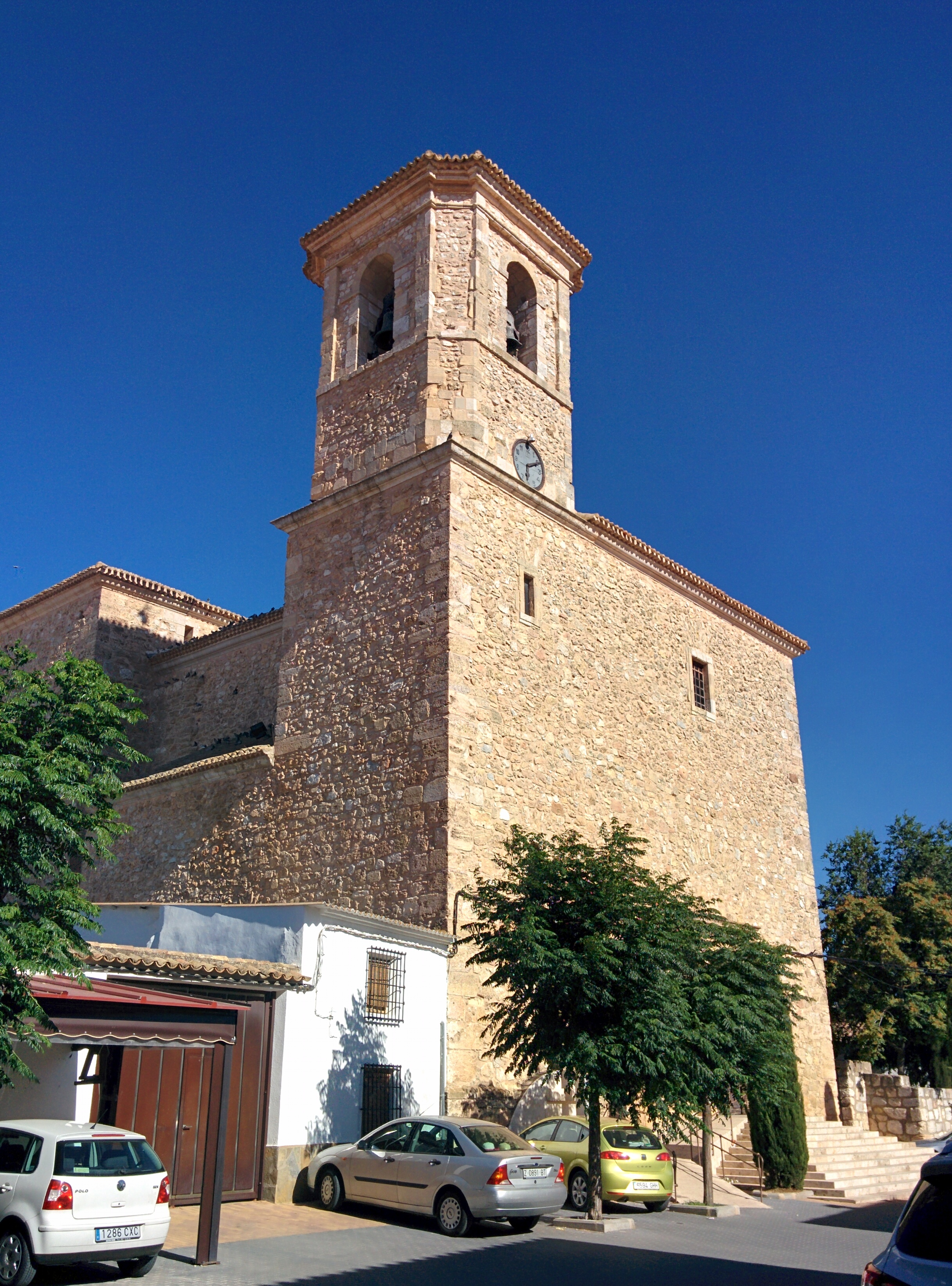
Kirche Mariä Himmelfahrt
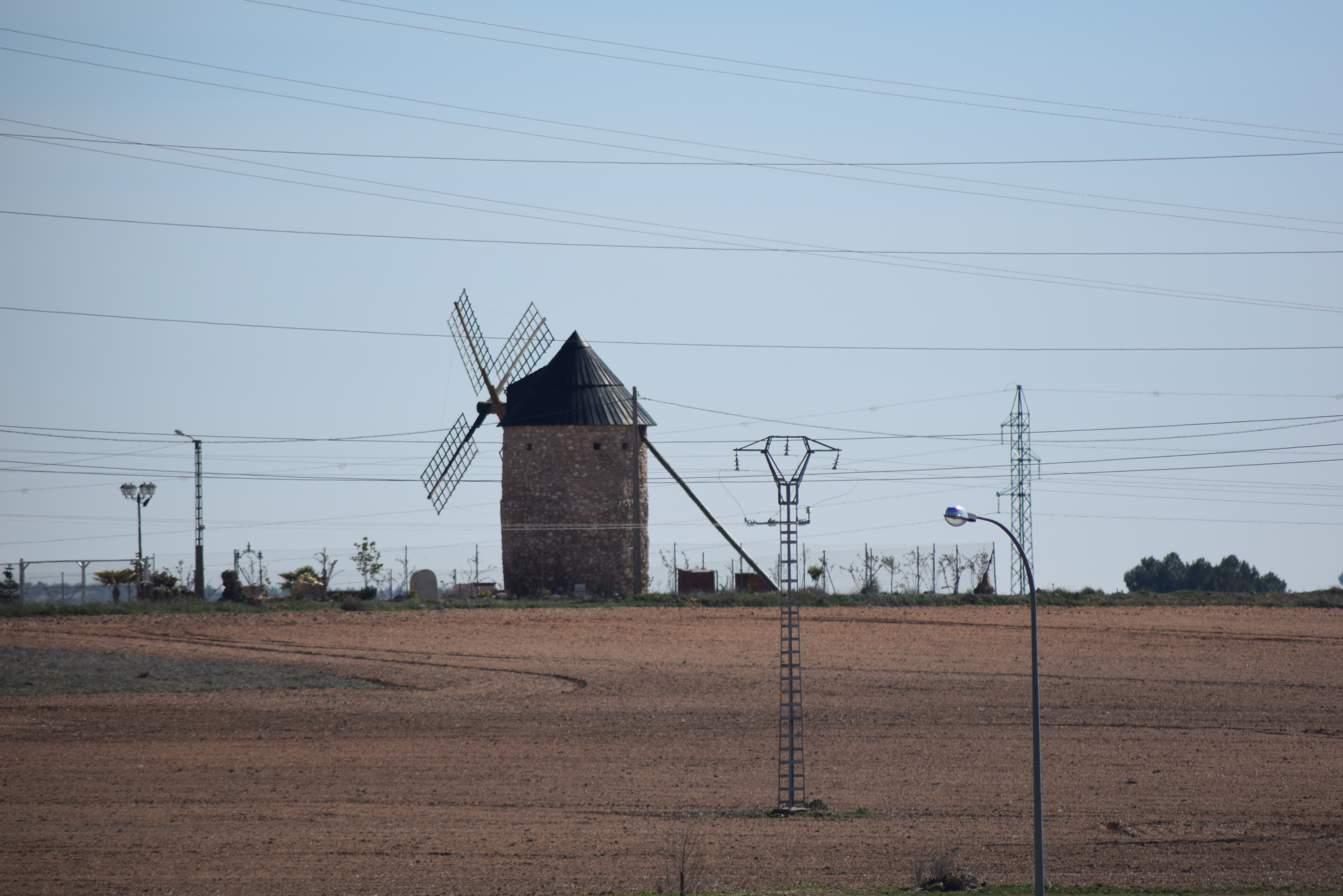
Windmühle
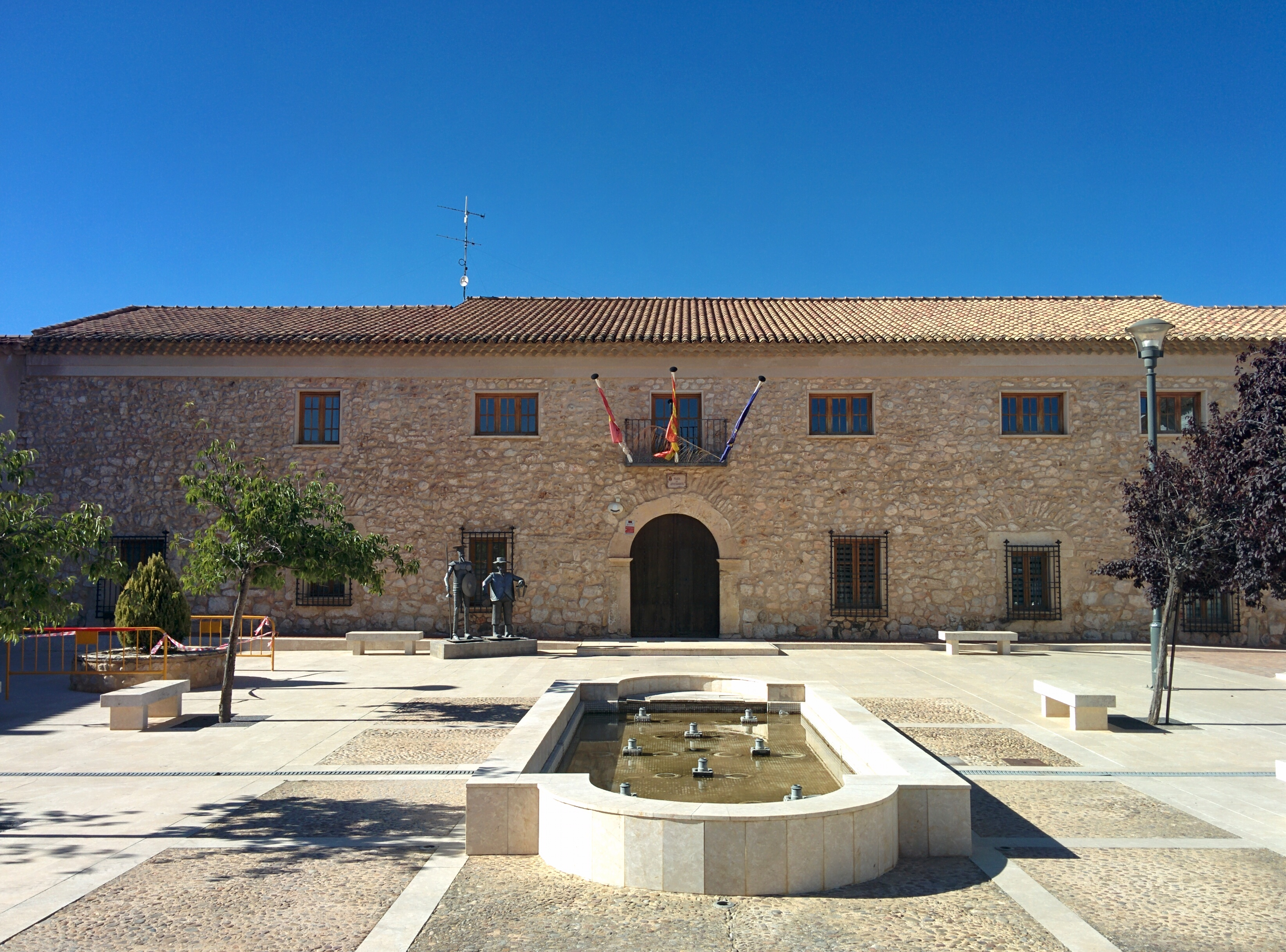
Rathaus

- Kirche Mariä Himmelfahrt
- Windmühle Cotolix
- Rathaus